# (718) Эрида
(718) Эрида (англ. Erida) — астероид главного пояса, который был открыт 29 сентября 1911 года австрийским астрономом Иоганном Пализой в Венской обсерватории и назван в честь дочери американского астронома Армина Лейшнера.

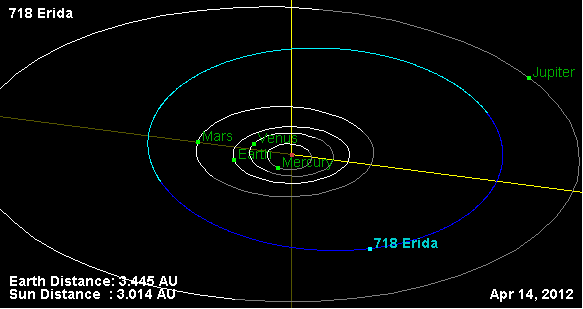
Орбита астероида Эрида и его положение в Солнечной системе